# Az olimpia hőse
Az olimpia hőse (eredeti cím: Lo strano caso dei giochi olimpici) az olasz Geronimo Stilton ifjúsági könyve. Olaszországban 2004-ben jelent meg az Edizioni Piemme forgalmazásában. Magyarországon az Alexandra Kiadó adta ki 2012-ben.

## Ismertető
Mindenbebele Cincogó barátomnak köszönhetően ismét extraegeres kalandban lehetett részem... bár nem vagyok egy sportos pocok, el kellett mennem az olimpiára! Miközben az eseményt közvetítettem élő adásban, feltűnt, hogy az összes versenyszámot ugyanaz a csapat nyeri. Furcsa, nagyon furcsa... Ráadásul a csapat sportolói meglepően hasonlítanak egymásra!

## Szereplők

### Főszereplők
- Geronimo Stilton – Értelmiségi egér, a Rágcsáló Hírek főszerkesztője
- Tea Stilton – Sportos és dinamikus a Rágcsáló Hírek különleges tudósítója
- Trappola Stilton – Igazi tréfamester, Geronimo Stilton unokaöccse
- Benjamin Stilton – Kedves és szeretnivaló, ő Geronimo Stilton kisebbik unokaöccse
- Mindenbebele Cincogó – Geronimo óvodáskori barátja, híres nyomozó, aki szereti mindenbe beleütni az orrát

### Mellékszereplők
- Világjáró Vilmos – Geronimo Stilton nagyapja
- Zoom zoom Zénó – A TopTv operatőre
- Volt Amper Aurél – Zseniális feltaláló, aki különleges, sőt bizarr kísérleteket folytat
- Eugen Von Muszklibár báró – Egy minden hájjal megkent, gátlástalan gazegér
- Némó

## Fejezetek a könyvben
- 1. fejezet: Ezer mozzarella! 7
- 2. fejezet: Geronimocskám, egy aprócska szívességre lenne szükségem... 12
- 3. fejezet: Én egy igazi úriegér vagyok... 18
- 4. fejezet: Stiltonkám, hogy tetszett a tréfácskám? 24
- 5. fejezet: Hmmm? Ki érti? 29
- 6. fejezet: Az ókori görögök 34
- 7. fejezet: Nem az én hibám, hogy félénk vagyok! 40
- 8. fejezet: A sport egyesíti a nemzeteket! 45
- 9. fejezet: Egy aprócska furcsaság 48
- 10. fejezet: A magyarázatocska 52
- 11. fejezet: Az éjszaka leple alatt 55
- 12. fejezet: Hrrr... Frrr! 58
- 13. fejezet: A cél szentesíti az eszközt? Nem! 61
- 14. fejezet: Volt professzor titka 64
- 15. fejezet: Erős, mint a hangya... gyors, mint a nyúl! 68
- 16. fejezet: Halihóóóó! 72
- 17. fejezet:Hé, ti! 76
- 18. fejezet: Halló, rendőrség? 78
- 19. fejezet: Egyszerű... mint a sajtrágcsálás! 81
- 20. fejezet: A piros gomb? Neeeee! 84
- 21. fejezet: Ki nem állhatom a banánt! 87
- 22. fejezet: Geronimo, hős vagy! 93
- 23. fejezet: Talán nem mindenki tudja, hogy... 95

Oldalak száma összesen: 128 oldal

## Eredeti változat
- Szöveg: Geronimo Stilton
- Szerkesztőségi koordináció: Picccolo Tao
- Szerkesztők: Certonisa Kashmir és Topatty Paciccia
- A szerkesztésben közreműködött: Paola Conversano
- Művészeti vezető: Gógo Gó, Certosina Kashmir közreműködésével
- Borító: Cinzia Marrese (tervezés) és Daria Cerchi (színek)
- Belső illusztrációk: Cinzia Marrese, Vittoria Termini és Silvia Bigolin
- Térképek: a Piemme archívumából
- Grafika: Zeppola Zap és Daniela Bossi
- Eredeti kiadás: 2004 Edizioni Piemme, Milanó

## Magyar változat
- Az olimpia hőse; ford. Kotsis Orsolya; Alexandra, Pécs, 2012 (Mulatságos történetek, színes kalandok)
- Fordította: Kotsis Orsolya
- Felelős kiadó: A kft. ügyvezető igazgatója
- Felelős szerkesztő: Szabó Lea
- Magyar kiadás: 2012 Alexandra Kiadó, Pécs
- A kiadvány magyar változatát Németh Zoltán (Partners Pécs Kft.) tördelte
- A nyomás a debreceni Kinizsi Nyomdában készült
- Felelős vezető: Bördős János, igazgató
- Megjelent 7,41 (A/5) ív terjedelemben